# Hôtel de Colomby
L'Hôtel de Colomby est un hôtel particulier situé à Caen construit au XVIIe siècle. Il est inscrit depuis le 13 juin 1927.

## Histoire
L'hôtel est construit sous le règne de Louis XIII.

## Architecture
L'hôtel possède une tourelle carrée en encorbellement.

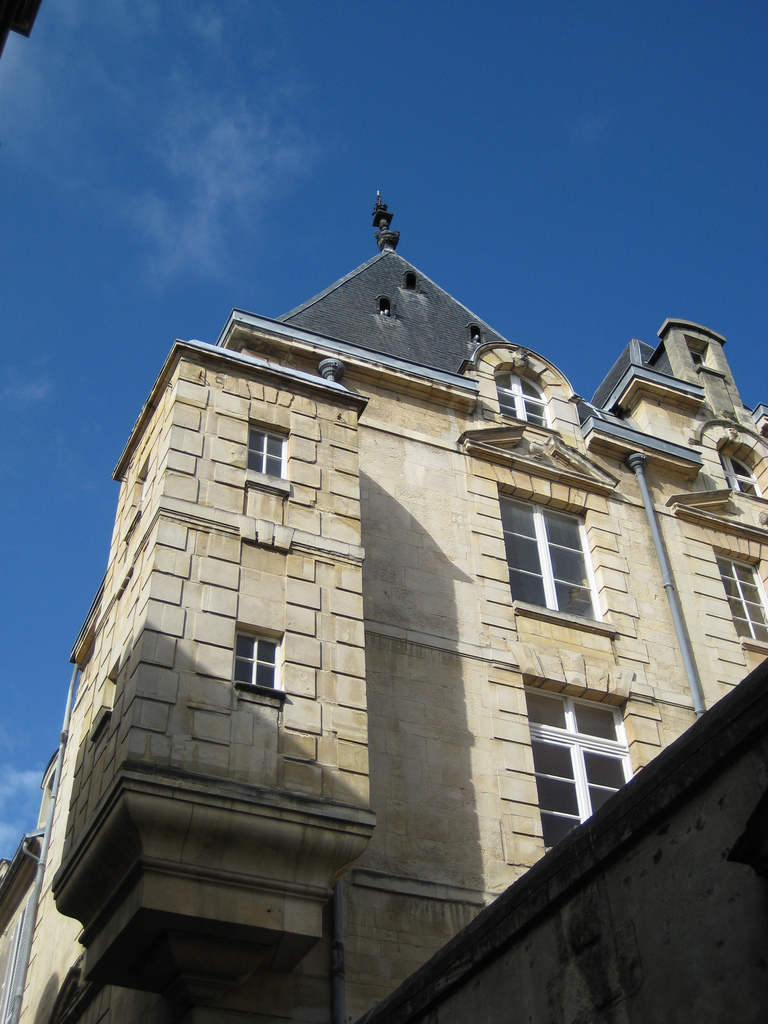
la tourelle
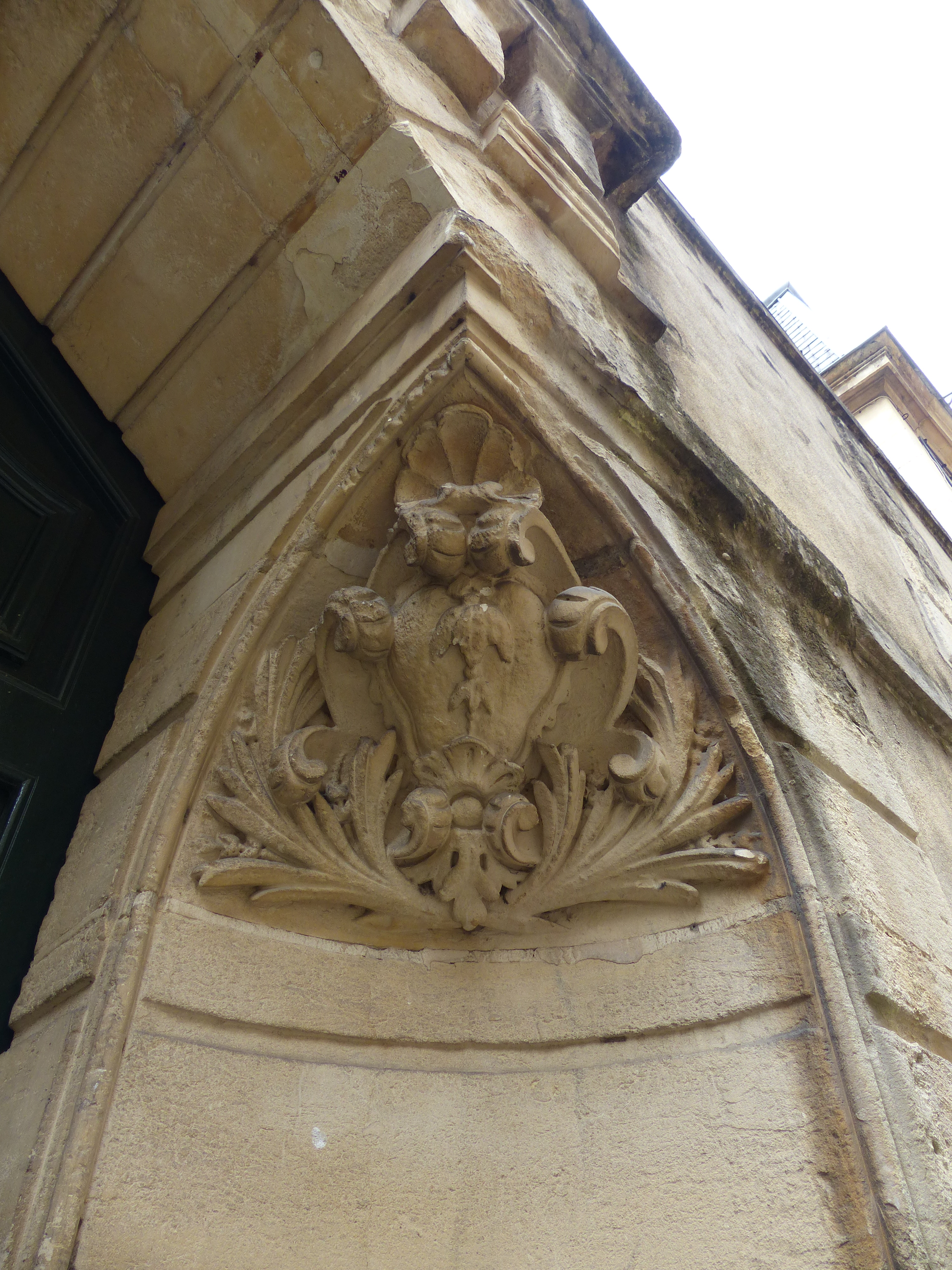
porte cochère